# 胡利亞伊皮利斯凱
47°36′46″N 36°3′40″E / 47.61278°N 36.06111°E
胡利亚伊皮利斯凱（烏克蘭語：Гуляйпільське），在1958至2016年间名为共青村（烏克蘭語：Комсомольське），是烏克蘭東南部扎波羅熱州波洛希區胡利亚伊波莱市镇内的村落。處於熱雷貝茨河畔，距離新塞利夫卡2公里，始建於1934年，海拔高度79米，2001年人口1,058。